# Hediste diversicolor
Hediste diversicolor (лат.) — вид многощетинковых червей семейства нереид. Тело достигает длины до 10 см, коричневатое у молодых и зелёное у взрослых червей. Обитает в солоноватых водах морей Атлантического бассейна от субтропической до бореальной зон Северного полушария. Завезён в Каспийское и Аральское моря. Большую часть жизни проводит в норах в грунте, высовываясь из них лишь для питания. Всеяден, предпочитая пищу животного происхождения. Поедается бентосоядными рыбами.

## Описание
Максимальная длина тела около 10 см, ширина со щетинками до 7 мм. В теле до 90 щетинковых щетинок. На головной лопасти имеются массивные пальпы, выдвинутые вперёд дальше антенн. Челюсти с 6—8 боковыми зубцами, тёмно-золотистые. Нотоподиальный бугорок с хорошо выраженной конической губой на передних сегментах и с полностью или частично редуцированной — на задних. Средняя лопасть хорошо развита, лишь немного короче спинной. Брюшной подиальный бугорок с двумя примерно равнымии по длине губами.
Неполовозрелые особи коричневатые из-за наличия в теле каротиноидов. С наступлением половой зрелости они становятся зелёными за счёт биливердина, являющегося продуктом распада гемоглобина.

## Распространение
Атлантический вид с широким субтропическо-бореальным распространением. Обитает в Северном, Балтийском (в том числе в Калининградском, Куршском и Финском заливах), Средиземном, Чёрном и Азовском морях, у побережий западной Европы и Северной Америки (от залива Святого Лаврентия на севере до Массачусетса на юге).
В 1939—1941 годах был интродуцирован в Каспийское море для улучшения кормовой баз осетровых рыб из окрестностей Бердянска. Был завезён также в Аральское море и Весёловское водохранилище.

## Образ жизни
Обитает на мелководьях в толще грунта в U-образных трубках, из которых обычно не высовывается более чем на половину, вылезая лишь для питания. В течение суток перемещается в толще грунта вертикально в зависимости от концентрации кислорода. Особенно многочисленен на мягких грунтах и ракуше мелководий лагун, лиманов и эстуариев. Способен жить при солёностях выше океанической, например в Среднем Сиваше. Взрослые особи физиологически пресноводны, в солёной воде черви нуждается лишь для размножения. В местах с постоянным градиентом солёности не проникают в воды с солёностью ниже 4—5 ‰.
Всеяден, имея широкий спектр питания, но предпочитает пищу животного происхождения. При её отсутствии может поедать зелёные и диатомовые водоросли, зостеру, детрит. Нередко прибегает к каннибализму. Может образовывать слизистые «ловчие воронки» в передней части норки, которые съедает через некоторое время вместе с осевшими на них микроорганизмами и детритом. Часто поедает собственные фекалии.
В различных популяциях половой состав неодинаков, но самцов всегда меньше самок. Размножается в грунте, как правило весной при повышении температуры до 5—10 °C, однако в некоторых районах отмечалось осеннее размножение. В это время половозрелые черви собираются в клубки, выделяя вокруг половые продукты. После нереста черви погибают и могут быть в массе выброшены на берег. Оплодотворение и личиночное развитие протекает только в воде с солёностью не ниже 4 ‰. Способность жить в слабо минерализованной воде личинка приобретает по разным данным со стадии трёх или четырёх щетинковых сегментов, в которых формируются особые гигантские ларвальные нефридии. В природе продолжительность жизни составляет один год, реже два года, в аквариуме — 7 месяцев.
При совместном обитании конкурирует с Alitta virens и вытесняется им при солёностях выше 20 ‰. В Балтийском море поедается угрём, а в Каспийском — различными бентофагами, в том числе севрюгой и осетром.